# I fratelli Karamazov
I fratelli Karamazov (in russo Братья Карамазовы?, Brat'ja Karamazovy) è l'ultimo romanzo scritto da Fëdor Dostoevskij. È ritenuto il vertice della sua produzione letteraria, un capolavoro della letteratura dell'Ottocento e di ogni tempo.
Pubblicato a puntate su Il messaggero russo dal gennaio 1879 al novembre 1880, lo scrittore morì meno di quattro mesi dopo la sua pubblicazione. L'opera è un appassionato romanzo filosofico ambientato nell'Impero Russo del XIX secolo, che verte sui dibattiti etici concernenti Dio, il libero arbitrio e la moralità; il dramma spirituale di una lotta che coinvolge la fede, il dubbio, la ragione, messi in rapporto con una Russia allora pervasa da fermenti modernizzatori. Al centro della trama stanno le vicende della famiglia Karamazov e i loro conflitti e sentimenti contrastanti: tre fratelli molto diversi fra loro e un padre tanto superficiale nella vita privata quanto poco generoso verso i figli. È il contesto nel quale matura il parricidio del capofamiglia Fëdor, del quale viene accusato Dmitrij, figlio primogenito.
Secondo l'originale progetto dell'autore, la storia dei fratelli Karamazov doveva essere la prima parte di una complessa e vasta biografia di Aleksej (Alëša), uno dei fratelli (il più caro all'autore): l'opera, dopo cinque anni, due di studio e tre di lavoro, rimase incompiuta. L'autore compose la maggior parte del testo a Staraja Russa.

## Trama e personaggi del romanzo

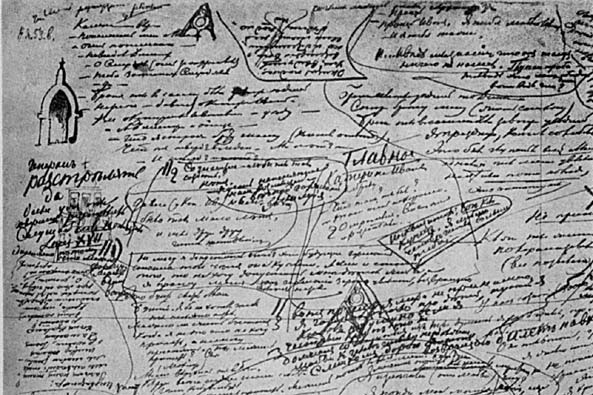
Alcune note ai Fratelli Karamazov scritte di pugno dallo stesso Dostoevskij

Nei primi capitoli l'autore presenta i personaggi, iniziando dal vecchio padre Fëdor Pavlovič, proprietario terriero in un distretto di provincia, Skotoprigon'evsk (traducibile con "mercato dei maiali" e che ricalca la topografia di Staraja Russa) sul lago Il'men'. È un uomo volgare e dissoluto, capace tuttavia di momenti di grande astuzia.
Questi si era sposato dapprima con Adelaida Ivanovna Mjusova, una fanciulla di temperamento romantico che aveva accettato di diventare sua moglie per potersi liberare da un ambiente familiare dispotico, non per vero amore. Ella in seguito aveva abbandonato il marito e il figlioletto Dmitrij, che viene dimenticato dal padre e allevato in casa dal servo Grigorij. Solo un anno dopo la morte della madre, un cugino di lei, Petr Aleksandrovic Miusov, vivace idealista sempre in affari in Europa, s'interessò delle sorti del piccolo affidandolo alle cure di una zia mentre lui era in viaggio. La zia ben presto morì, lasciando Dimitrij a una delle figlie già maritate, cosicché il destino di lui si allontanò momentaneamente da quello del padre, che avrebbe visto e conosciuto più avanti al momento di esigere la propria quota di eredità.
Fëdor, intanto, si sposa una seconda volta con Sofija Ivanovna, un'orfana cresciuta da una vecchia nobildonna vedova di un generale, sua "benefattrice, protettrice nonché aguzzina", che Sofija aveva in odio e dalla quale era fuggita per sposarsi con Fëdor, senza ottenere alcuna dote dall'anziana. Di carattere dolce e di bell'aspetto, a causa del comportamento rozzo e insensibile del marito, diviene una klikuša, termine russo che indica una donna affetta da una malattia nervosa caratterizzata da convulsioni, urla e da una sensibilità religiosa molto acuta. Le condizioni della donna, anche a causa dei continui tradimenti da parte del marito, si aggravano, sino a condurla a morte precoce. Dalle seconde nozze di Fëdor erano nati Ivàn e Aleksej.
Alla morte della madre i bambini, ignorati dal padre e anche loro cresciuti dal servo Grigorij, vengono reclamati dalla vedova tutrice di Sofija Ivanovna, la quale spirò, a sua volta, poco dopo, lasciando mille rubli ciascuno a Ivàn e Aleksej. Il figlio della defunta tutrice, Efim Petrovic Polenov, uomo onesto e sensibile, s'incaricò dell'educazione e istruzione dei fratelli, affezionandosi a tal punto da provvedere al loro sostentamento di tasca propria, senza intaccare l'eredità. 
Ivàn cresce con un'intelligenza e una propensione allo studio fuori dal comune ma matura un carattere chiuso e scettico, vicino all'ateismo, seppur assetato di fede. A tredici anni lascia la casa di Efim Petrovic per entrare in un ginnasio a Mosca, terminato il quale inizia l'università. Nel frattempo Efim muore e Ivàn, in attesa di riscuotere la sua parte di eredità (cresciuta nel frattempo, con gli interessi, a duemila rubli), deve lavorare per mantenersi negli studi. Inizia, perciò, a dare lezioni, fare traduzioni e recensioni di libri nonché a scrivere articoli su riviste e giornali, guadagnandosi man mano notorietà e rispetto nei circoli letterari e nel grande pubblico. 
Aleksej è un personaggio peculiare. Anch'egli di carattere schivo, sensibile e introverso come il fratello ma di indole solare, al tempo stesso dotato di notevole intelligenza e tuttavia ingenuo e disinteressato al denaro. Si fa subito amare da chiunque e diventa il prediletto di Efim Petrovic e della sua famiglia. Alla morte di questi rimane presso alcune sue parenti per altri due anni finché decide, improvvisamente, di fare ritorno dal padre, senza terminare gli studi. Fëdor inizialmente lo accoglie freddamente ma in breve tempo si affeziona al figlio. Per sua indole Aleksej è portato a cercare la verità nella fede, per la quale è disposto a sacrificare ogni cosa; difatti all'inizio del romanzo si trova in un monastero, nel quale è attirato dalla venerazione per lo starec del luogo, un uomo di nome Zosima.
Il fratello maggiore Dmitrij, che odia il padre per varie ragioni, a partire dagli interessi materiali, è il primo a confessarsi con Aleksej. Dmitrij ha conosciuto, quando era nell'esercito, Katerina Ivanovna, una ragazza molto bella che ha bisogno di un prestito per aiutare suo padre, un tenente-colonnello assegnato al distaccamento di Dimitrij, caduto in disgrazia. Dmitrij la invita a casa sua pensando di ricattarla, ma quando si trova alla presenza della giovane, le consegna la somma e la congeda. Dopo poco tempo, Katerina restituisce la somma e confessa a Dmijtri il suo amore per lui. I due si fidanzano, ma poco tempo dopo Dmijtri si innamora appassionatamente di Grušenka, donna bellissima ma piena di rancore verso gli uomini che le hanno fatto del male. In questo suo torbido amore Dimijtri incontra un rivale proprio in suo padre, il vecchio Fëdor, che ambisce a sposare Grušenka. Intanto Katerina Ivanovna è attratta da Ivàn, che la ricambia.
Un terribile scontro verbale esplode tra Dmitrij e il padre nel monastero dello starec Zosima, dove è stato organizzato un incontro chiarificatore alla presenza di tutti i fratelli, del padre e dello stesso starec, a cui Aleksej era devoto. Improvvisamente lo starec Zosima si alza e si prostra dinanzi a Dmitrij; in seguito rivelerà ad Aleksej di averlo fatto perché aveva compreso che il giovane avrebbe dovuto affrontare un grande sacrificio. 
Alëša incontra Iljuša, un bambino oggetto di persecuzioni da parte dei compagni di scuola. È il figlio d'un capitano ridotto in miseria, che Dmitrij ha profondamente offeso; il giovane è molto abbattuto per l'umiliazione subita dal genitore. Iljuša, malato e dall'animo generoso e orgoglioso, commuove Alëša, che si affeziona al piccolo e si impegna affinché l'offesa recata dal fratello venga perdonata.
Alëša conosce, da quando era un bambino, Lisa, che si innamora di lui e glielo svela con una lettera. 
Un giorno Ivàn, a pranzo in una trattoria, si confida con Alëša, che lo ha raggiunto per discorrere insieme: nascono le pagine più tormentate del romanzo, che riflettono le idee di Dostoevskij sulla natura umana e sul destino degli uomini. Ivàn non accetta l'ingiustizia della sofferenza degli innocenti, dei bambini in particolare: "restituisce il biglietto d'ingresso" a un Dio che permette le sofferenze anche di un solo bambino. Alle domande sull'esistenza di Dio, sul senso del dolore e sull'essenza della libertà, Ivàn propone al fratello la trama di un suo poemetto (mai scritto, solo immaginato), in cui appaiono le linee d'una definizione di quei difficili problemi. A ciò è dedicato il capitolo "Il grande inquisitore", considerato una dei vertici letterari del romanzo, che ha circolato come racconto autonomo.
Segue la narrazione della morte dello starec Zosima, che avrà un'influenza decisiva sulla vita di Alëša; attraverso una fitta narrazione trascritta direttamente dal giovane dalla voce dello starec, il lettore apprende i punti salienti della vita precedente del sant'uomo; si parla del giovane fratello dello starec, morto precocemente, poi del "visitatore misterioso", infine di colloqui e sermoni dello stesso starec, "sulla preghiera, sull'amore e sul contatto con altri mondi". 
Altro personaggio fondamentale del romanzo è Smerdjakov, probabile figlio naturale di Fëdor e una donna, Lizaveta, considerata pazza: Fëdor si è probabilmente accoppiato con lei in stato di ubriachezza, senza scrupoli legati all'aspetto, alla debolezza di mente e alle condizioni quasi ferine della donna. Come dice lo stesso Fëdor, ogni gonnella va bene e il fatto che una donna sia tale è già metà dell'opera.
Smerdjakov è tenuto in casa come un servo, tuttavia non in condizioni misere: viene anzi stimato onesto dal padrone, che ha di lui una buona opinione.
Gli eventi maturano e Ivàn, che si è costruito una sua personale filosofia sul destino dei Karamàzov e che crede nella teoria secondo cui "tutto è permesso", irretisce con le sue idee Smerdjakov, che in certo modo è indotto a condividere l'avversione per il padre. 
Dmitrij, il quale sa che il padre vuole sposare Grušenka e vorrebbe fuggire lontano con lei, prima di realizzare il suo progetto vuole restituire a Katerina Ivanovna una somma di tremila rubli, ma non sa dove trovare il denaro. Non esita a rivolgersi a molte persone che lo respingono, beffarde, e lo gettano nella disperazione, aggiungendo a questa la loro derisione. Si arma quindi di un pestello di bronzo e corre alla casa del padre, temendo che Grušenka, che non era in casa, si sia recata là. Attraverso la finestra illuminata, però, vede il padre da solo, si allontana stravolto e, mentre sta uscendo dal giardino paterno, colpisce con il pestello il servitore, Grigorij, che ha cercato di fermarlo. Dmitrij corre quindi all'abitazione di Grušenka, ma viene a sapere che la donna è partita per Mokroje insieme ad un altro uomo, un generale che l'aveva abbandonata ed è ora tornato a reclamare il suo amore. Dmitrij pensa che sia meglio uccidersi: con i soldi che avrebbe dovuto restituire a Katerina compra liquori e dolci, poi si fa condurre in carrozza a Mokroje, dove intende trascorrere la notte nei bagordi per poi uccidersi. Ma a Mokroje trova Grušenka insieme al vecchio amante, che vuole solo sottrarre alla giovane del denaro. Dmitrij riesce a smascherare il vecchio e trascorre la notte con Grušenka, bevendo al suono della musica zigana. All'alba, però, la polizia fa irruzione nella camera e arresta Dmitrij con l'accusa di omicidio. Infatti il vecchio padre Fëdor è stato ucciso, e si sospetta proprio di Dmitrij.
La narrazione a questo punto ha una apparente diversione, dedicandosi all'incontro tra Aleksej e un compagno più grande di Iljuša, Kolja Krasotkin, un ragazzo che era amico del bambino, ma che in seguito lo aveva trattato con una severità eccessiva, procurandogli un grande dolore. Aleksej si reca a far visita ad Iljuša insieme a lui e ad altri compagni di scuola del bimbo. Il lettore comprende che Alëša è stato autore della riconciliazione tra Iljuša, i suoi compagni di scuola e il suo amico di un tempo.
Da questo momento il racconto si impernia sul processo a cui è sottoposto Dmitrij e sull'analisi psicologica dei vari personaggi colpiti dal dramma. A predominare è il tormento interiore di Ivàn che, attraverso lunghi e snervanti soliloqui (culminanti nella visione allucinatoria del diavolo, seppur in suadenti modi affabili e in abiti borghesi), si convince delle proprie gravi responsabilità ideologiche. A Smerdjakov, che gli svela di essere l'assassino e gli mostra i denari sottratti a Fëdor, Ivàn manifesta con violenza tutta la perplessità legata alla concretizzazione materiale di una sua idea: l'animo già molto fragile di Smerdjakov ne resta colpito e l'uomo si uccide impiccandosi. Ivàn, al processo, descritto con minuzia in un variare continuo di prospettive, confessa la verità, ma non viene creduto. Dmitrij viene condannato ai lavori forzati. Dmitrij sente però, ancor prima della condanna, incominciare a maturare in sé un "uomo nuovo", che può "risorgere" anche attraverso la punizione, perché "tutti sono colpevoli per tutti", e può così accettare il suo destino anche se non ha ucciso suo padre: 
Nell'epilogo viene descritta una situazione dai contorni sfumati, in cui l'autore lascia intravedere una speranza. Ivàn, in preda ad un grave attacco di febbre cerebrale, si trova a casa di Katerina Ivanovna; avendo previsto la malattia, egli ha predisposto per iscritto un piano di fuga per Dmitrij, da mettere in atto nel momento in cui trasferiranno il condannato in Siberia. Katerina ha un commovente incontro con Dmitrij in cui si giustifica per aver testimoniato contro di lui, pur non credendo nella sua colpevolezza. Intanto Grušenka, ora fortemente innamorata di Dmitrij, è pronta a seguirlo ovunque. Non sappiamo tuttavia, in quanto il romanzo è incompleto, se Dmitrij poi deciderà di fuggire o di scontare la sua pena.
L'ultimo capitolo racconta i funerali del povero Iljuša, in un piccolo dramma di ragazzi che riflette la torbida tragedia degli adulti, e che mostra ad Aleksej la prospettiva di fede in una vita futura che superi le tragedie del passato. Il padre di Iljuša, il capitano Snegirëv, tramortito dal dolore, porta alla sepoltura una crosta di pane da sbriciolare sulla fossa, per esaudire il desiderio del figlio moribondo, che lo aveva chiesto "perché i passeri ci volino sopra: sentirò che sono venuti e sarò contento di non essere da solo". 
La grandezza del romanzo sta nel dramma umano che narra, con grande sapienza, gli innumerevoli risvolti dell'anima, con insuperabile potenza evocativa.

## Approfondimento delle figure principali

### Dmitrij
Il primogenito dei Karamazov, Dmitrij o Mitja, nasce dalla prima moglie di Fëdor Pavlovič, Adelajda Ivanovna, la quale, sposatasi soltanto per un riflesso di suggestioni romantiche, si rende presto conto della depravazione del marito e lo abbandona con il figlio appena nato. Fëdor Pavlovič, assorbito nel vortice dei suoi bagordi, si dimentica completamente di Dmitrij, che vive da orfano, sballottato da un tutore all'altro, prima nell'isba del servo Grigorij, poi dal cugino di Adelajda, Pëtr Aleksandrovič Mjusov, infine a Mosca presso parenti. Dmitrij incontra il padre per la prima volta quando, ormai maggiorenne, vuole risolvere con lui la controversia sul denaro dovutogli. La catastrofe sarà poi innescata proprio da tale disputa economica.
Dmitrij viene liquidato dal padre come un giovane leggero, sfrenato, incline alle passioni, irruente e amante delle gozzoviglie, a cui basta avere qualcosa da sgranocchiare per accontentarsi, seppur momentaneamente.
I detrattori di Dmitrij lo sviliscono al piano di un invasato, di cui tutta la personalità si esaurirebbe nella schizofrenia di un'anima meschina che spazia incontrollata da un campo all'altro, dal bene al male, senza cercare nulla se non appunto il brivido di questo perenne scambio di estremi. La sua scala dei valori sarebbe tarata non tanto sulla nobiltà dell'atto, né sull'abiezione, quanto piuttosto sull'intensità dell'emozione conseguente, carica di uno sfrenato senso di vita. È forse questa la suggestione che irradia ai loro occhi un uomo che prima corre in aiuto di una nobildonna quale Katerina Ivanovna, poi la tradisce, poi sperpera il suo denaro con la frivola Grušenka, sembra aver ucciso il padre, ferisce il servo che l'ha accudito da piccolo e infine vuole gettarsi nell'oblio del suicidio.

Questa immagine di vile edonista non fa altro che inchiodare senza pietà un uomo ai suoi errori. Perché Dmitrij è proprio uomo, nelle ossa, nelle carni e nello spirito: è impastato di umanità fino al midollo, in maniera diretta, a nervi scoperti. Con le sue stesse parole: 
 Dmitrij è l'eroe che vive in intima unione con gli elementi primordiali dell'esistenza. Seppur misero e peccatore, rappresenta comunque l'umanità autentica perché inserito nel tessuto fondamentale dell'universo. In Dmitrij batte un cuore buono, ma disorientato e passionale, che ancora non conosce, o meglio, ancora non ha sperimentato il versetto giovanneo dell'epigrafe del romanzo, "se il chicco di grano che cade nella terra non morrà, resterà solo; ma se morrà darà molti frutti".

Fino alla conversione finale, Dmitrij si dibatte per la libertà ricercandola nell'idea del parricidio, ma alla fine il vero riscatto e la nuova consapevolezza si riversano nel cuore di Dmitrij con esuberanza:
Dmitrij ha scoperto il piacere di schiudersi all'umiltà, di farsi balsamo per ogni ferita: la repulsione per la miseria del mondo è sbocciata nell'impulso di profondersi in carità e amore. Dove lui riesce a scavalcare la barriera dell'odio, suo fratello Ivan, il ribelle, il negatore razionale, vi incespica, si ossessiona, vi "sbatte la testa contro" fino alla febbre cerebrale.

### Ivan
La madre di Ivan Karamazov (e di Alëša) è Sofì'ja Ivanova, la seconda moglie di Fëdor Pavlovič, pia donna che il vecchio dissennato aveva soprannominato klikuša, perché preda di crisi isteriche causate da un matrimonio disonorato. Alla sua morte Ivan e il fratello Alëša finiscono prima nell'isba di Grigorij, poi sotto la tutela di una generalessa benefattrice di Sonja e infine presso il premuroso Efim Petrovič, che si occupa di loro fino alla maggiore età. Ivan giunge nella cittadina del racconto su richiesta del fratellastro Dmitrij, in qualità di paciere tra lui e il padre nella disputa per i tremila rubli.
L'arguzia intellettuale di Ivan si manifesta particolarmente nel suo articolo riguardo ai tribunali ecclesiastici, talmente sottile e concettualmente accurato da sembrare sostenere ogni parte della disputa. Solo alla fine esso si svela come una burla e una derisione sfrontata. Già da questo scherno, da questo autoproclamarsi ente super partes, si intuisce la pretesa del superuomo, dell'essere superiore: traspare tra quelle righe di motteggio un certo indiscutibile orgoglio.
Ivan si sobbarca il peso esagerato di ideologie rigidissime, che richiedono una volontà di ferro e spalle larghe per essere portate, che della vita fanno una continua guerriglia intestina tra il sentimento e la ragione. Ivan intraprende questa crociata per orgoglio e per il piacere della ribellione in sé stessa. Entrando nel dettaglio, riportiamo innanzitutto il dialogo tremendo con lo starec Zosima durante la riunione di famiglia:
- Sì, non c'è virtù se non c'è immortalità.
- Beato voi, se così credete, oppure ben disgraziato! [...] Perché, con tutta probabilità, voi stesso non credete nell'immortalità della vostra anima e nemmeno in ciò che avete scritto intorno alla Chiesa e alla questione ecclesiastica.»
Chi già rinnega l'immortalità asserisce che senza di essa non può esserci virtù. Ivan accetta così con audacia di abitare in un mondo senza alcuna scala assiologica, randagio, autosufficiente nell'amoralità. Ivan ragiona in preda a una crisi di onnipotenza. Più avanti, nel grande incontro tra lui e Alëša, nel capitolo intitolato La rivolta (o La ribellione), dove i due fratelli imparano a conoscersi, si manifesta tutta la sua compassione per il creato e in particolare per le sofferenze dei bambini, di cui egli narra anche un paio di aneddoti raccapriccianti. Nel primo, un bambino viene sbranato dai cani scatenatigli addosso dall'irritato "padrone" dei suoi genitori. Nell'altro, in cui Dostoevskij supera se stesso nell'arte di descrivere la sofferenza umana, una bambina di pochi giorni viene abbandonata alla fame e al gelo in una latrina nell'inverno russo dagli stessi suoi genitori, perché non riuscivano a dormire a causa dei vagiti. Ivan non è ateo, ma rifiuta il mondo perché malvagio, "non euclideo", negando di conseguenza il disegno di Dio. Si oppone categoricamente alla speranza nella redenzione finale che avverrà nella nuova venuta, esige che sia fatta giustizia qui, sulla terra, all'istante, e ritorce contro Dio questa ingiustizia del mondo sbagliato. Tutto il sapere del mondo non vale le lacrime di quella bambina che invoca il "Buon Dio". In queste pagine vengono compendiati sedici secoli di teodicea, da S. Agostino a Leibniz, e cioè la questione teologico-filosofica della giustificazione di Dio di fronte all'esistenza nel mondo del male e della sofferenza, specialmente degli innocenti. Ciò che è intollerabile, secondo Ivan, ed assolutamente disumano, è il fare della sofferenza dell'innocente un mezzo al fine di consentire all'umanità intera la possibilità dell'armonia futura. Sia pur vero che «alla fine del mondo e nel momento dell'eterna armonia si compirà qualcosa di tanto prezioso che basterà per colmare tutti i cuori, per placare tutte le indignazioni, per riscattare tutti i misfatti degli uomini, tutto il sangue da essi versato» ma «a che mi serve l'inferno per i carnefici, a che può rimediare l'inferno, quando i bambini sono già stati martirizzati? E che armonia è questa, se c'è l'inferno?». Sono queste le domande senza risposta, nelle quali l'"anima impetuosa" di Ivan resta prigioniera.
Tutta l'attenzione di Ivan è convogliata in un tormentoso canale di violenze che inonda tutta la creazione con il sangue degli innocenti, e come un filtro è permeabile solo alla sofferenza, ottunde la visione, si fissa su un particolare. Ivan contrappone a questo mondo malvagio un mondo magico, predestinato e telecomandabile, e tuttavia entrambi sono i due estremi dello stesso campo diabolico. Ivan però, nel cancellare ogni significazione nella sofferenza, ignora la possibilità di redenzione che è connaturata in ogni traviamento; non può tornare sui suoi passi e persevera sul suo cammino di autodistruzione. Crea la leggenda del Grande Inquisitore, dove il messaggio di Cristo, troppo esigente per la maggior parte degli uomini, è stato rettificato, o meglio, storpiato, in un accanito ecclesialismo che ha definitivamente trasformato gli individui in massa e ha posto come assoluti, a dispetto della libertà predicata da Cristo, l'autorità, il mistero e il miracolo. Ora, nell'oppressione, le persone vivono felici.
Si ripresenta il motivo del libero arbitrio e il perenne rifiuto della vocazione nell'uomo a una sofferente consapevolezza. L'intorpidimento non è una fede, ma una dipendenza. Fra l'altro, l'arrovellarsi intellettualistico di Ivan produce una caricatura di Cristo, che sarebbe disceso dal cielo non tanto per inserire il mondo nella nuova creazione, ma piuttosto per porgli dei traguardi irraggiungibili, per scuoterlo e basta, come un maestro troppo severo. La dannazione di Ivan si consuma per gradi, in un inesorabile climax, tramite l'affinità con Smerdjakov e Lisa Chochlakov, la visione del Diavolo e infine l'ultimo, lacerante grido: "Chi non desidera la morte di suo padre?".

La salvezza, quell'accorato sospiro di fronte al diavolo:
 Questo sospiro si scontra con il muro impenetrabile del suo orgoglio, e si spegne in una velleità di redenzione. Sembra fisiologico che della forza primitiva dei Karamazov sopravviva solamente quella cieca forza elementare, quella forza terrestre che si scatena nell'uomo. Ciò appare progressivamente nel dialogo sopra citato tra lui e Alëša; esordisce Ivan:
	
- Proprio così, amarla più della logica, come tu dici, proprio più della logica, e allora soltanto ne afferrerai anche il senso.
-Come vivrai tu?... È mai possibile con un tale inferno nel cuore e nella testa?
-C'è una forza che resiste a tutto!- disse Ivan con un freddo sogghigno.
-Che forza?	
-Quella dei Karamazov... La forza dell'abiezione dei Karamazov.»
La figura di Ivan viene tratteggiata anche da Gesualdo Bufalino:
(Gesualdo Bufalino)

### Alëša
Lo status d'eccezione di Alëša è insito in lui da sempre come un talento naturale; è istintivamente proiettato nella dimensione spirituale, ed è profondo conoscitore dell'animo umano. Fin da piccolo, è un "enfant prodige" della morale:
La genialità di Alëša consiste nel prorompere spontaneo di tutte queste buone attitudini, assolutamente naturale, senza la pratica di un allenamento spirituale. Proprio questo carattere autentico, genuino, lo eleva sulla massa degli uomini, coi loro risentimenti, rivalità e secondi fini. Alëša è immacolato, un emissario della Verità in terra, estraneo alla menzogna, come nell'episodio da Katerina Ivanova dove d'un tratto scopre tutte le carte in tavola fra lei e Ivan:
	
Alëša parla come mosso da una volontà divina, lo ammette lui stesso quando cerca di convincere Ivan della sua innocenza morale: 
Alëša rappresenta la forma positiva dell'impetuosità karamazoviana: si getta a capofitto, ma a fin di bene; così lascia il ginnasio ed entra come novizio nel monastero sotto la guida dello starec Zosima:
L'apice di questa figura illuminata giunge quando, addormentatosi per lo sfinimento presso la tomba dello starec Zosima, vede in sogno il compimento della redenzione nelle nozze eterne, le nozze di Cana. Risvegliatosi, trabocca di un'indescrivibile estasi religiosa:
Nella figura di Alëša irrompe stupendamente la potenza salvifica del perdono. Lo stesso accade, seppur in maniera molto più ridotta, per Dmitrij. Entrambi hanno come denominatore comune l'abbandono dell'insolubile scontro generazionale tra padri e figli, e il suo rinnovamento tramite la promessa giovannea. All'altro capo estremo si lacerano invece i ribelli, Ivan e Smerdjakov, presi nella lotta per l'affermazione dell'"io" che li condurrà proprio al risultato opposto, alla sua definitiva perdita. L'uno, Ivan, ipnotizzatosi con l'ideologia del "tutto è permesso", ha indottrinato quasi involontariamente l'altro, il suggestionabile Smerdjakov.

### Smerdjakov
Smerdjakov è il quarto Karamazov, il figlio illegittimo nato dall'unione vergognosa tra Fëdor Pavlovič e la jurodivaja demente Lizaveta Smerdjaskaja. Ha sempre vissuto presso il padre in qualità di servo e si ritrova coinvolto nella lotta per Grušenka tra lui e Dmitrij in qualità di mezzano e spia. È una personalità disturbata e con numerosi lati oscuri, con atteggiamento critico, disincantato e per niente ingenuo. Sfrutta l'epilessia per farsi scagionare dall'omicidio di Fëdor Pavlovič e, dopo l'ultimo colloquio con Ivan, si suicida.
La personalità disturbata di Smerdjakov traspare dalla seguente descrizione antropologica:
La relazione con Ivan è la miccia necessaria alla sua natura per innescarsi con l'impeto di un incubo represso. Smerdjakov trasporta dalla teoria alla prassi il motto del "tutto è permesso": uccide il vecchio, fa incriminare Dmitrij e si impossessa dei tremila rubli. Sfocia infine nell'esito più logico per una natura emancipata: si suicida.
Smerdjakov affronta, seppur distruttivamente, il vecchio io paterno. Ogni Figlio ha il suo punto di origine dal Padre, e solamente da qui, o nell'odio o nel perdono, gli è permesso di tracciare il suo percorso. Ogni Karamazov condivide questo destino del confronto con il vecchio Fedor Pavlovic, il padre indegno di esserlo, l'Edipo. Smerdjakòv è l'uomo del sottosuolo, il “diverso” dagli altri. La malattia neurologica è la sua via d'evasione, il suo rifugio davanti ai grandi eventi al centro della narrazione. Tutti i principi morali che prendono voce con ciascuno dei fratelli e con il grottesco Fëdor Pavlovič vengono prima o poi screditati dalla loro commistione con le più primitive passioni dell'uomo, infine riconosciute come comuni a tutti. Celebre il saggio di Sigmund Freud "Dostoevskij e il parricidio" (1927), che analizza il romanzo dal punto di vista psicanalitico.

### Fëdor Pavlovič (il padre)
All'inizio del libro il narratore lo presenta così:	
Con le furiose parole del figlio Dmitrij: un lussurioso debosciato e un abietto commediante; secondo la più attenta analisi psicologica dello Starec Zosima: un uomo che prova piacere nel venire offeso e per questo agisce da buffone, che mente a sé stesso per convincersi di essere un martire dello scherno altrui, quando lui stesso si infligge questo supplizio con voluttà. 
Fëdor Pavlovič è il centro d'attrazione di una dozzina di figure colossali, chiuse ad anello intorno a lui, dalla prima compagine familiare al resto dei personaggi satelliti, non meno tragici, non meno carichi di pathos di quanto non siano le vaste nature dei Karamazov; ciascuno un drammatico affresco di sempre nuovi orizzonti personali, ciascuno svolto nel temporalesco avvicendarsi di ragione e sentimento peculiare dell'irrequietezza dell'animo umano.

### Grušenka
Agrafena Aleksandrovna Svetlova (Grušenka) è una giovane donna di ventidue anni che dispone di un fascino misterioso con un temperamento focoso, ma piena di rancore verso tutti gli uomini che le hanno fatto del male. Infatti in gioventù è stata abbandonata da un ufficiale polacco e successivamente passò sotto la protezione di un avaro tiranno. Questi eventi hanno impresso in Grušenka un carattere forte e orgoglioso, stimolo per l'indipendenza e libertà nelle sue scelte di vita. 
La donna, piena di seduzione e lussuria, attrae sia Fëdor che Dmitrij, che si innamora di lei in modo ardente e passionale; la rivalità dei due uomini è uno dei fattori più dannosi nel loro rapporto. Grušenka cerca di tormentare e poi deridere sia Dmitrij che Fëdor, come un divertimento, un modo per infliggere agli altri il dolore che ha provato lei con altri uomini. 
Nel corso del romanzo, Grušenka comincia a percorrere un cammino di redenzione spirituale attraverso la quale emergono qualità nascoste di dolcezza e generosità, anche se il suo temperamento focoso e orgoglioso rimane sempre presente.

### Katerina Ivanovna Verchovceva
È la fidanzata di Dmitrij; nonostante la sua aperta rivalità con Grušenka, il suo rapporto con Dmitrij è dettato principalmente da una questione di orgoglio, in quanto l'uomo aveva salvato il padre da un debito. Katerina è estremamente fiera e superba e nel suo amore per Dmitrij si comporta come una nobile martire, la cui sofferenza è un duro monito di colpa per tutti. A causa di questo, crea costantemente delle barriere morali e sociali tra Dmitrij e se stessa. Verso la fine del romanzo, anche lei, inizia comunque una vera e sincera redenzione spirituale, come si vede nell'epilogo, quando chiede a Grušenka di perdonarla per le sue azioni. È profondamente legata anche ad Ivàn, con cui ha una relazione di natura incerta.

## I fratelli Karamazove Tolstoj
Riferendosi a I fratelli Karamazov, Lev Tolstoj affermò: «Non sono riuscito ad arrivare fino in fondo». Ma nel 1910, poco prima di morire, tornò a leggere questo romanzo. A tal proposito, Victor Lebrun scrisse che l'«incubo di essere minacciato con la violenza per ottenere da lui il testamento e per simulare il suo ritorno alla fede ortodossa, ossessionava a tal punto il vecchio, che egli sentì in quei giorni il desiderio di rileggere I fratelli Karamazov di Dostoevskij. Nella notte fra il 27 e il 28 ottobre questo libro restò spalancato nel punto in cui il figlio si abbandona a vie di fatto contro suo padre. Il libro restò così aperto per sempre sulla tavola di Tolstoj». Quella stessa notte Tolstoj fuggì di casa e l'indomani inviò dal monastero di Optina una lettera, destinata alla figlia Aleksandra, in cui chiedeva di avere, oltre ai Saggi di Montaigne e Una vita di Maupassant, anche I fratelli Karamazov.

## Critica letteraria
- Sigmund Freud, Dostoevskij e il parricidio, in Psicoanalisi dell'arte e della letteratura, traduzione di Celso Balducci, Irene Castiglia e Antonella Ravazzolo, Roma, ISBN 978-88-541-3443-0.[11][12]

- Attila Fáj, I Karamazov tra Poe e Vico : genere poliziesco e concezione ciclica della storia nell'ultimo Dostoevskij, Napoli, Guida, 1984, ISBN 8870422976, LCCN 85166140.
- Gustavo Zagrebelsky, La leggenda del grande inquisitore, a cura di Gabriella Caramore, Brescia, Morcelliana, 2003, ISBN 8837219326, LCCN 2004399145.
- Simone Pieroni, Dostoevskij : la rivolta storica e metafisica ne I demoni e I fratelli Karamazov, Città di Castello, LuoghInteriori, 2020, ISBN 9788868642075, LCCN 2019406714.
- (EN) Robin Feuer Miller, The brothers Karamazov : worlds of the novel, New York, Twayne Publishers, 1992, ISBN 0805780602, LCCN 91034020.

## Edizioni italiane
- I fratelli Karamazoff. Romanzo, 2 voll., Milano, Fratelli Treves, 1901.; ristampe: Biblioteca Amena, 1923, 1925, 1927; Collezione I grandi scrittori italiani e stranieri, 1929.
- I fratelli Karamazov. Romanzo in quattro parti con epilogo, 4 voll., traduzione e note di Alfredo Polledro, Collana Il Genio Russo, Torino, Slavia, 1926, 1927. [prima versione integrale in italiano]
- I fratelli Karamazov, traduzione di Maria Racovska ed Ettore Fabietti, 2 voll., S. San Giovanni-Milano, A. Barion, 1929, 1931, 1933, 1942.
- I fratelli Karamasov, traduzione di A. Poliukin e Decio Cinti, 2 voll., Milano, Sonzogno, 1931.
- I fratelli Karamazov. Romanzo in quattro parti con epilogo, traduzione riveduta e note di Alfredo Polledro, Collana Il Genio Russo, Torino, Slavia, 1933, III ed.; 1939. - Milano, Corticelli, 1941, 1944, 1950; a cura di Eridano Bazzarelli, Milano, Mursia, 1958, 1960; ora Newton Compton.
- I fratelli Karamazoff, traduzione di S. Balakucioff, Milano, Bietti, 1931. - ristampe: 1934, 1936, 1946, 1949, 1953, 1958, 1960; trad. riveduta e Introduzione e note di Lucio dal Santo, Bietti, 1966; Collana I Classici popolari, Bietti, 1968.
- I fratelli Karamazov, traduzione di Agostino Villa, Collana i millenni n.11, Torino, Giulio Einaudi Editore, 1948, 1949, 1954, 1970. - Milano, Aldo Palazzi Editore, 1958; Mondadori 1957-1987; Milano, Club degli Editori, 1964; Orpheus Libri; con un saggio di Vladimir Lakšin, Collana Gli struzzi n.239, Einaudi, 1981 - Collana ET Biblioteca, Einaudi, 2014.
- I fratelli Karamazov, traduzione di Giuseppe Donnini, 3 voll., Collana Biblioteca, Firenze, Vallecchi, 1952-1953. - 2 voll., Collana Capolavori della narrativa, Novara, De Agostini, 1984; Collana Tesori della narrativa universale, De Agostini, 1987-1991; Gedea Capolavori, De Agostini, 2001.
- I fratelli Karamazov, traduzione di Pina Maiani, introduzione di Ettore Lo Gatto, Collana PAN:Classici delle letterature di tutto il mondo, Roma, Gherardo Casini Editore, 1954. - trad. di P. Maiani con L. Satta Boschian, I taccuini per 'I fratelli Karamazov', note e cura di Ettore Lo Gatto, Collana Romanzi vol. V, Firenze, Sansoni, 1958; Città Armoniosa, 1981.
- I fratelli Karamazov, traduzione di Maria Silvi, Milano, Baldini & Castoldi, 1958.
- I fratelli Karamazoff, traduzione di A.D. Polianev, Milano, Lucchi, 1961.
- I fratelli Karamazov, traduzione di Laura Simoni Malavasi, 3 voll., Collana Biblioteca Universale Rizzoli n.2469-2480, Milano, Rizzoli, 1968.
- I fratelli Karamazov, traduzione di Maria Rosaria Fasanelli, Collana I Grandi Libri, Milano, Garzanti, 1992,  pp. 1112, 2 voll., ISBN 978-88-11-81062-9. - Collana I Classici del Romanzo, 2 voll., Milano, Centauria, 2017.
- I fratelli Karamàzov, traduzione di Nadia Cigognini[13] e Paola Cotta[14], 2 voll., a cura di Igor Sibaldi, Collana Oscar Classici nuova serie n.264, Milano, Mondadori, 1994, ISBN 978-88-04-57135-3.
- I fratelli Karamazov, traduzione di Giacinta De Dominicis Jorio, Collana Capolavori n.27, San Paolo, 1995. - 4 voll. in allegato a Famiglia Cristiana, 1995.
- I fratelli Karamazov, traduzione di Pina Maiani rivista da L. Satta Boschian, Milano, BUR, 1998. - riedito nella Collana Il pensiero occidentale, Milano, Bompiani, 2005, ISBN 978-88-452-5562-5.
- I fratelli Karamazov, Collana I Grandi Classici, Santarcangelo di Romagna, Rusconi, 2004, ISBN 978-88-180-1697-0.
- I fratelli Karamazov, traduzione di M. Grati, Collana Classici tascabili, Milano, Baldini & Castoldi, 2011, ISBN 978-88-6073-937-7.
- I fratelli Karamazov, traduzione e cura di Serena Prina, Collana Universale.I Classici, Milano, Feltrinelli, 2014, ISBN 978-88-07-90079-2.
- I fratelli Karamazov, a cura di Annarita Celentano, Collana Grandi Classici, Crescere Edizioni, 2018, ISBN 978-88-833-7672-6.
- I fratelli Karamazov, a cura di Sarah Tardino, Collana I grandi classici, Liberamente, 2019, ISBN 978-88-631-1385-3.
- I fratelli Karamazov, traduzione di Claudia Zonghetti, 2 voll., Collana Supercoralli, Torino, Einaudi, 2021,  p. 1080, ISBN 978-88-062-4909-0.

## Trasposizioni cinematografiche e televisive
- I fratelli Karamazoff, film italiano del 1947 con Fosco Giachetti (Dmitrij Karamazov) e Elli Parvo (Grušenka)
- Karamazov, film del 1958 con Yul Brinner (Dmitrij) e Maria Schell (Grušenka)
- I fratelli Karamazov, film del 1969 con Michail Ul'janov (Dmitrij) e Lionella Pyr'eva (Grušenka)
- I fratelli Karamazov, sceneggiato RAI del 1969 con Corrado Pani (Dmitrij) e Lea Massari (Grušenka)

## Riduzioni teatrali
Nel 1953 lo scrittore Jacques Copeau realizzò una riduzione teatrale del romanzo in cinque atti che fu portata in scena dalla compagnia del Teatro Stabile di via Manzoni di Milano, composta dagli attori Memo Benassi, Gianni Santuccio, Lilla Brignone, Enrico Maria Salerno e Glauco Mauri. Nel 2009 debutta a Bari al teatro Piccinni un adattamento curato dalla stessa regista, Marinella Anaclerio, in collaborazione con la sceneggiatrice Doriana Leondef" I Karamazov, dello spirito della carne del cuore" spettacolo ripreso al Mittelfest nel 2010, tra gli interpreti: Fulvio Cauteruccio Totò Onnis Marit Nissan Sandra Toffolatti Titino Carrara Roberto Mantovani Flavio Albanese. Esiste una riduzione teatrale del regista argentino César Brie del 2012 che ne sottolinea la poetica attraverso le immagini metaforiche del suo teatro.